# 片岡ミカ
片岡 三果（かたおか みか、1986年7月20日 - ）は、Photographer。北海道三笠市出身。

## 人物
- 両親が漫画家（父、かたおか徹治。母、仲尾佳）大叔父に画家の西井義晃という境遇の中、幼少から絵を描き、高校は美術コース。専門学校でグラフィックデザインを学ぶ。
- 趣味はディズニーリゾート通いで年間100日を超える。
- 愛用のカメラはCanon EOS 7D、EOS Kiss X7、OLYMPUS PEN E-PL3、RICOH CX6）
- 写真は撮るだけでなく、そこから発生する二次創作を大切にしている。

## 主な出演

### モデル
- 明治ブルガリアのむヨーグルトLB81
- カロッツェリア
- パイオニア スピーカー&インナーバッフル
- ジョージアモーニングガール(2010年)

### ショー
- スタイルコレクション・ファッションショー/ウェディングモデル
- 東京ゲームショウ2010　ガマニアステージモデル
- 東京オートサロン
  - 2009年：カロッツェリアブースモデル[2]
  - 2010年・2012年：マジカルテクニカステージモデル
  - 2013年：トミーカイラブースモデル（共演：奥野奈緒、細矢かな、美山蘭、アリシア）
  - 2015年：クライメイトブースモデル（共演：織田千穂、恋七）[3]
- CP+
  - 2010年：パナソニックブースコンパニオン
  - 2011年： リコーブースコンパニオン
- 東京モーターショー
  - 2007年：帝国ピストンリングブースコンパニオン
  - 2011年：Kawasakiブースコンパニオン
- 東京国際アニメフェア

### テレビ
- TBS『知っとこ!』コーナーモデル
- フジテレビ『めちゃイケ!』寒イイ話
- テレビ東京『てれとマート』
- テレビ埼玉CM『ガーデングループ』

### ラジオ
- Moon Light mine Party（2015年10月 - 2017年3月、FM-FUJI）

### 舞台
- 『ドリームレスキュー！言うことナース』（2011年、シアターミラクル　演出　貞方祥）- オーベルジーヌ役
- 『時空警察ヴェッカーχ　彷徨のエトランゼ』（2012年、六行会ホール、演出　畑澤和也）- マス役
- 『フライングパイレーツ〜ネバーランド漂流記』（2014年、シアターグリーン　演出　貞方祥）- チクタクワニ役

### その他
- Kawasaki KAZEギャル(2008年-2013年)